# Piwonia (dopływ Tyśmienicy)
Piwonia (również Jedlanka) – rzeka w Polsce, prawy dopływ Tyśmienicy, płynie przez Polesie Podlaskie w województwie lubelskim.

## Przebieg
Pierwotnie rzeka wypływała z jeziora Łukie. W wyniku działalności człowieka obszar rzeki powiększył się i obecnie uznaje się, że Piwonia wypływa z jeziora Nadrybie na Równinie Łęczyńsko-Włodawskiej, około 12 km na północny wschód od Łęcznej. Przepływa przez jeziora Bikcze, Łukie, Zienkowskie i Cycowe. Do Jeziora Zienkowskiego rzeka nosi nazwę Piwonii Dolnej, środkowy bieg jest nazywany Zienkowskim Rowem.
We wsi Bohutyn rzekę przecina Kanał Wieprz-Krzna.
Ważniejsze miejscowości nad Piwonią to: Sosnowica, Przewłoka, miasto Parczew i Siemień (przy ujściu).
W latach 90. XX wieku prowadzono eksperymentalny projekt renaturalizacji rzeki na odcinku około jednego kilometra. Zainstalowano na niej ruchome zastawki, a także przełożono nurt z silnie przekształconego w latach 60. XX wieku koryta prostoliniowego i głęboko wciętego na płytkie i meandrujące wśród torfowiska niskiego.

## Główne dopływy
Główne dopływy to: Konotopa, Kodenianka, Kołodziejka, Piskorzanka i Rów Zienkowski.